# 鎌倉市警察
鎌倉市警察（かまくらしけいさつ）は、かつて存在した神奈川県鎌倉市の自治体警察である。1948年（昭和23年）3月7日に警察法（旧警察法）が施行されて神奈川県警察部が解体されたことにともない発足した。同年6月1日に鎌倉市と鎌倉郡大船町が合併したため、大船町の設置していた大船町警察を編入した。
鎌倉市警察本部の下、鎌倉市小町の鎌倉警察署と同市大船台の大船警察署の他に6つの派出所と11の駐在所をおき、当時の鎌倉市全域を管轄区域としていた。1954年（昭和29年）の警察法の全面改正により、同年6月30日をもって廃止された。

## 沿革

### 鎌倉市警察・大船町警察の成立
太平洋戦争後に日本を占領した連合国軍最高司令官総司令部は、中央集権的な日本警察を解体し、地方分権的な警察制度の創設を企図した。日本政府はこれに沿う形で1947年（昭和22年）12月17日に警察法を成立させ、翌1948年（昭和23年）3月7日に施行された。これにより、市および人口5,000人以上の市街的町村には、市町村長の下に設置される公安委員会が管理する自治体警察を置くこととされ、神奈川県では8市21町1村が該当するものとされた。鎌倉市と鎌倉郡大船町もこの対象となり、鎌倉市警察・大船町警察が発足。それぞれ鎌倉市警察署・大船町警察署を設置した。
鎌倉市警察は、鎌倉市全域を管轄区域とし、鎌倉市小町321番地の鎌倉警察署のほか、4つの派出所と7つの駐在所を置いた。警察長兼警察署長は前田駿作（警視）、職員の定員は81名であった。大船町警察は、大船町全域を管轄区域とし、大船町大船台550番地の大船町警察署のほか1つの派出所と3つの駐在所を置いた。警察長兼署長は市村氐治（警部）、職員の定員は25名であった。

### 大船町との合併と市警本部設置
自治体警察発足から3か月足らずの1948年（昭和23年）6月1日、鎌倉郡大船町と鎌倉市は合併し、大船町警察も鎌倉市警察に編入された。これにより鎌倉市警察は複数の警察署を置く自治体警察となったため、警察法の規定により同年6月5日付で鎌倉市警察本部を設置した。本部長には鎌倉市警察長であった前田警視が就任し、後任の鎌倉警察署長には矢柄脇太郎（警視）が新たに任命された。大船警察署長は引き続き市村警部が務めた。

### 廃止
警察組織の地方分権と民主化を目指して設置された自治体警察であったが、中央集権的な国家警察を一気に1,577に分割したことで、様々な制度的な問題も生じた。自治体警察の経費は1948年（昭和23年）7月以降は各自治体負担とされたため自治体警察を置く自治体の財政を圧迫したが、一方では頻発する警備事案など治安情勢の悪化により警察力の強化が求められていた。特に、1950年（昭和25年）に朝鮮戦争が始まると、治安体制の強化と警察運営の一元化・効率化のために警察法の再検討を求める声はさらに高まった。最終的に、1954年（昭和29年）7月1日に警察法が全面的に改正され、自治体警察・国家地方警察を解消して新たに都道府県警察が設置されることになり、鎌倉市警察は廃止された。

## 組織
鎌倉市公安委員会の管理・運営の下に鎌倉市警察本部が設けられ、警察長が市警全体を統括した。市警本部には総務課・警務課・捜査課・公安課の4課が置かれた。
市警本部の下に、警察署2か所・派出所6か所・駐在所11か所を置き、1951年（昭和26年）10月1日時点の職員の定員は132名（警察長1名・警部4名・警部補11名・巡査部長17名・巡査81名・その他職員18名）であった。

## 警察署

### 鎌倉警察署
鎌倉市小町321番地にあり、旧鎌倉市を管轄区域とした。大船町との合併前は、定員81名で、4か所の派出所と7か所の駐在所を置いていた。警察長兼署長に前田駿作警視が就任したが、合併後は前田警視は警察長専任となったため、矢柄脇太郎警視が新たに鎌倉警察署長に任命された。

### 大船警察署
鎌倉警察署大船警部派出署を母体とし、1948年（昭和23年）3月7日の警察法（旧警察法）施行により合併前の大船町が設置した大船町警察署を前身とする。大船町警察は、警察長兼署長を市村氐治警部が務め、定員は25名（警部1名・警部補1名・巡査部長3名・巡査20名）。派出所1か所と駐在所3か所を設けていた。同年6月1日の大船町の鎌倉市への合併にともない、鎌倉市警察に編入されて、大船警察署となった。
鎌倉市大船台550番地にあり、旧大船町を管轄区域とした。合併前の警察長兼署長の市村警部が、そのまま大船警察署長となった。